# Prima coniugazione
In italiano, la prima coniugazione verbale è quella dei verbi aventi l'infinito in -are, erede della prima coniugazione latina. 
È la coniugazione col maggior numero di verbi e col minor numero di irregolari (soltanto quattro di base: andare, dare, fare, stare, e i derivati), e l'unica tuttora produttiva per la formazione dei neologismi.

## Coniugazione
|      | Indicativo | Indicativo | Indicativo     | Indicativo      | Congiuntivo | Congiuntivo | Condizionale  | Imperativo |
|      | Presente   | Imperfetto | Passato remoto | Futuro semplice | Presente    | Imperfetto  | Presente      |            |
| io   | parl-o*    | parl-àvo   | parl-ài        | parl-erò        | parl-i*     | parl-àssi   | parl-erèi     | -          |
| tu   | parl-i*    | parl-àvi   | parl-àsti      | parl-erài       | parl-i*     | parl-àssi   | parl-erésti   | parl-a*1   |
| egli | parl-a*2   | parl-àva   | parl-ò         | parl-erà        | parl-i*     | parl-àsse   | parl-erèbbe   | -          |
| noi  | parl-iàmo  | parl-avàmo | parl-àmmo      | parl-erémo      | parl-iàmo   | parl-àssimo | parl-erémmo   | -          |
| voi  | parl-àte2  | parl-avàte | parl-àste1     | parl-eréte      | parl-iàte   | parl-àste2  | parl-eréste   | parl-àte1  |
| essi | parl-ano*  | parl-àvano | parl-àrono     | parl-erànno     | parl-ino*   | parl-àssero | parl-erèbbero | -          |

* Sulle voci rizotoniche non è stato segnalato l'accento poiché impredicibile, potendo cadere su qualsiasi sillaba della radice a seconda del verbo.
| Infinito | Infinito      | Participio | Participio | Gerundio  | Gerundio       |
| Presente | Passato       | Presente   | Passato    | Presente  | Passato        |
| -------- | ------------- | ---------- | ---------- | --------- | -------------- |
| parl-àre | avere parlato | parl-ànte  | parl-àto   | parl-àndo | avendo parlato |

### Particolarità della coniugazione
- Per i verbi in -gnare (sognare), la tradizione grammaticale ammette una doppia grafia nelle voci rizoatone con desinenze inizianti per i- (1ª persona plurale dell'ind. pres., e 1ª e 2ª plurale del cong. pres.): una con -i- (sogniàmo), e una senza (sognàmo); anche se la prima rimane la scelta più caldeggiata dalle grammatiche e dai linguisti per una questione di omogeneità delle desinenze, pur essendo la -i-, in questo caso, un semplice segno ortografico (non diacritico in quanto non altera il suono del digramma che lo precede).

- I verbi in -care (stancare) a -gare (negare) mantengono il valore velare (/k/ e /g/) della loro consonante radicale per tutta la coniugazione, perciò prendono il diacritico -h- davanti alle desinenze che iniziano per i- (stanchiamo) e per e- (negherò).

- I verbi in -ciare (cacciare) a -giare (mangiare) mantengono il valore palatale (/t͡ʃ/, /ʃ/ e /d͡ʒ/) della loro consonante radicale per tutta la coniugazione, perciò mantengono il diacritico -i- davanti alle desinenze che non iniziano per i- o per e- (caccio, mangio). Perdono di regola la -i-, che abbia soltanto valore diacritico, davanti alle desinenze inizianti per e- (cacc-erò; mang-erebbe)[1]; l'unica reale eccezione è il verbo sciare, dove la i ha sempre valore fonologico, venendo effettivamente pronunciata in tutta la coniugazione: scierò (/ʃieˈrɔ/), scierai (/ʃieˈrai/), ecc.

- I verbi in -gliare perdono la  -i-  della radice con le desinenze inizianti per i-.

- I verbi in -iare (inviare; annaffiare) davanti a desinenze inizianti per i-, perdono sempre la -i- radicale nelle voci rizoatone  (1ª persona plurale dell'ind. pres., e 1ª e 2ª plurale del cong. pres.) se la -i- è semiconsonante: annaff-iàmo, (che) voi iniz-iàte; perdono invece la -i- di queste desinenze se la -i- radicale è vocale vera e propria: invi-àmo, ampli-àmo.
 Nelle voci rizotoniche (2ª persona singolare dell'ind. pres., e 1ª, 2ª, 3ª singolare e 3ª plurale del cong. pres.) il comportamento varia: se la -i- è tonica si mantiene (invìi, che egli invìi, che essi invìino), se è atona si perde (tu annàff-i, che egli annàff-i, che essi innàff-ino)[2].

- I verbi in -eare (creare) presentano una doppia -ee- in tutte le voci del futuro semplice e del condizionale presente, per la compresenza della e radicale a fianco di quella desinenziale: creerò, creerebbe.

## Origine latina
|          | Indicativo   | Indicativo   | Indicativo      | Infinito + Presente avere | Congiuntivo     | Congiuntivo       | Infinito + Perfetto avere | Imperativo  |
| Presente | Imperfetto   | Perfetto     | Presente        | Infinito + Presente avere | Piuccheperfetto | Presente          | Infinito + Perfetto avere |             |
| ego      | părol-o      | parol-ā́bam   | parol-ā́ui       | parol-ā́r hăb-eo           | părol-em        | parol-ăuissem     | parol-ā́r hab-ui           | -           |
| tu       | părol-as     | parol-ā́bas   | parol-ā́uīsti    | parol-ā́r hab-es           | părol-es        | parol-ăuisses     | parol-ā́r hab-uī́sti        | părol-a1    |
| is       | părol-at2    | parol-ā́bat   | parol-ā́uit      | parol-ā́r hab-et           | părol-et        | parol-ăuisset     | parol-ā́r hab-uit          | -           |
| nos      | {parol-ā́mus} | parol-abā́mus | parol-ăuimus    | parol-ā́r hab-ēmus         | parol-ḗmus      | parol-auissḗmus   | parol-ā́r hăb-uimus        | -           |
| vos      | parol-ā́tis#2 | parol-abā́tis | parol-auīstis*1 | parol-ā́r hab-ētis         | parol-ḗtis      | parol-ăuissḗtis*2 | parol-ā́r hab-uī́stis       | parol-ā́te#1 |
| ei       | părol-ant    | parol-ā́bant  | parol-auērunt   | parol-ā́r hab-ent          | părol-ent       | parol-ăuissent    | parol-ā́r hab-uḗrunt       | -           |

| Infinito   | Infinito | Participio  | Participio | Gerundio   | Gerundio |
| Presente   | Passato  | Presente    | Passato    | Presente   | Passato  |
| ---------- | -------- | ----------- | ---------- | ---------- | -------- |
| *parol-ā́re | -        | parol-ā́ntis | parol-ā́tus | parol-ando | -        |

## Varianti desinenziali, antiche o poetiche
Indicativo
- Presente: tra le desinenze arcaiche riscontrabili nel fiorentino si possono ricordare (tu) ame, (noi) amamo o amano, (essi) amono.
- Imperfetto: antica e in uso fino all’Ottocento (io) amava.
- Passato remoto: diffuso in poesia fino all'Ottocento l'arcaico (essi) amaro; arcaici (egli) amoe o amae .
- Futuro: antiche le desinenze con vocale tematica: amarò, -arai, -arà, ecc; arcaiche e rare le forme: (io) ameroe o ameraggio o amerabbo, (egli) amerae.

Congiuntivo
- Presente: arcaiche le forme originarie: (io) ame, (egli) ame,
- Imperfetto: antica la forma poetica (io) amasse; e solo antiche le forme (egli) amassi, (essi) amassono o amassino o  amasseno.

Condizionale
- Presente: antiche le desinenze con vocale tematica amarei, -aresti -arebbe; arcaico: (essi) amerebbono anche poetico amerieno (-arieno);  poetiche le forme (io) ameria, (egli) ameria, (essi) ameriano.